# Роман с кокаином
«Роман с кокаином» — роман на русском языке, опубликованный в парижском еженедельнике «Иллюстрированная жизнь» под псевдонимом М. Агеев. Авторство произведения долгое время оставалось спорным. Лишь в 1997 году были опубликованы письма Марка Леви, содержавшие в том числе и черновые фрагменты романа.
Дмитрий Мережковский и другие эмигрантские критики усмотрели в «Романе с кокаином» полемическое продолжение тем романа «Подросток» Фёдора Достоевского. 

## Сюжет
Повествование о гимназической жизни начиная с 15-летнего возраста и о первом времени в Московском университете ведёт ненадёжный рассказчик — Вадим Масленников. Молодой человек высокого мнения о себе, красуется своим владением языком, заносчив и презирает окружающих. Описанные юношей поступки безнравственны: он не чуждается воровства, поднимает руку на свою мать, влюбляется в невинную девушку и хладнокровно заражает её сифилисом. Вместе с тем его влечёт к однокласснику, который во время мировой войны проповедует пацифизм, а позже примыкает к большевикам.
Юный декадент упивается своей порочностью и вместе томится от чувства вины. Ощущая пустоту внутри себя, Вадим увлекается кокаином. Всё больше времени он проводит в наркотических видениях и в размышлениях о своей жизни. С началом гражданской войны Масленников продолжает своё нравственное падение. Однажды во сне он в ужасе бежит к матери, которую ещё недавно презирал, но находит лишь её тело: мать покончила с собой. В эпилоге сотрудник госпиталя рассказывает о том, как в январе 1919 года к ним поступил кокаинист Масленников, спасти которого медицина была бессильна.

## История публикации
Как вспоминает Василий Яновский, он получил из Стамбула по почте рукопись романа, подписанную псевдонимом М. Агеев и озаглавленную «Повесть с кокаином». После этого произведение выходит в парижском еженедельнике «Иллюстрированная жизнь» с 15 марта по 5 июля 1934 года (№№ 1—17). Первую часть романа затем публикует журнал «Числа» в 10-м номере за 1934 год. Вторая часть не была опубликована, так как журнал после выхода номера был закрыт из-за финансовых проблем. Отдельной книгой «Роман с кокаином» вышел два года спустя в «Издательской коллегии парижского объединения писателей». 
Полвека спустя, после выхода французского перевода в 1983 году, роман получил международную известность как одна из самых оригинальных и поэтичных книг русской эмиграции. Появились его переводы на основные европейские языки. В СССР впервые напечатан в журнале «Даугава» в 1989 году.

## Авторство
Долгое время вопрос об авторстве книги оставался нерешённым. В 1985 г. Никита Струве предположил, что книгу написал Владимир Набоков. И это несмотря на то, что Лидия Червинская в 1983 году (в связи с репринтным изданием романа и переводом на иностранные языки) сообщила об авторстве Леви, с которым она познакомилась по поручению своих парижских друзей в 1935 году. Кто скрывался под псевдонимом «М. Агеев», окончательно установили М. Сорокина и Г. Суперфин в 1994 году. Публикация в 1997 году писем Марка Леви Николаю Оцупу сняла последние сомнения: переписка содержала переговоры об издании романа, а в одном из писем приводились его заключительные фразы, пропущенные в рукописи и не вошедшие ни в одно издание.
Дальнейшим подтверждением авторства Леви послужила обнаруженная в Архиве внешней политики справка Генерального консула СССР в Стамбуле Георгиевского от 22 апреля 1939 года, представленная в Народный комиссариат иностранных дел в связи с ходатайством Марка Леви о возвращении ему советского гражданства. В то время Леви заведовал русским и немецким отделом в стамбульском филиале французской издательской фирмы «Либрери Ашетт», сотрудничавшей с Торгпредством СССР. Со слов Леви «Роман с кокаином» охарактеризован в справке как «безобидная книжка, в ней не содержится ни одного слова, направленного против СССР, и вообще это вынужденное произведение, написанное ради своего существования».
Название книги, вероятно, представляет собой каламбур с названием жанра, к которому она принадлежит: роман с ключом. Отличие от других книг этого жанра состоит в том, что автор практически не меняет имена прототипов своих персонажей. Имена одноклассников главного героя книги (Василий Буркевиц, Айзенберг, Такаджиев) совпадают с именами одноклассников Марка Леви по гимназии Креймана, которые, как и сам автор, продолжили образование на юридическом факультете Московского университета. Реальны и фамилии преподавателей, упомянутых в романе. Старинные жанры романа с ключом и пикарески, переосмысленные в условиях модернизации 1920-х гг., стали определяющими в русской литературе того времени.

## Адаптации
В 2011 г. Геннадий Сидоров снял по мотивам книги фильм «Роман с кокаином», действие которого происходит в XXI веке. Главные роли исполнили Игорь Триф и Ксения Собчак.